# Belfort van Sint-Winoksbergen
Het Belfort van Sint-Winoksbergen is het belfort van het Noord-Franse stadje Sint-Winoksbergen (Bergues).
Het is een van de 56 belforten in België en Frankrijk die tot werelderfgoed van de UNESCO verklaard zijn.
Het belfort is een sobere schepping van vierenvijftig meter hoog met daarbovenop een Vlaamse Leeuw. Elke maandag laat de beiaard van vijftig klokken zijn klanken uitwaaieren over het plein en de stad aan de voet van de toren.
Hoewel het belfort op het eerste gezicht een fraai gotisch bouwwerk lijkt, blijkt het bij nader toezien een recente indruk, en dat is niet zo vreemd want het is nu (2023) iets over de zestig jaar oud. Dit bouwwerk werd zoals zoveel andere in deze omgeving verwoest en pas in 1961 in een eenvoudiger versie weer opgebouwd. In het nostalgische lofdicht Tot Sint-Winoksbergen en zijn 'Groenberg' huldigt de Vlaamse dichter Bert Peleman het 'wonderbaar herrijzen' van het belfort als symbool van het rijke en glorieuze verleden van Sint-Winoksbergen.
De oorspronkelijke toren was een eind-14e-eeuwse constructie, afgewerkt met talrijke spitsbogige gevelnissen (nu verenigd in lange opwaartse nissen) en bekroond met een lantaarn en vier gehelmde hoektorentjes. De klokkenverdieping werd reeds in mei 1940 door een brandbom getroffen, maar de beiaard zelf, met klokken uit 1628 en de 18e eeuw, was toen net voor herstel weggehaald en is dus gered. Omdat de hoge toren een bedreiging vormde voor de ingesloten vesting van Duinkerke werd hij in september 1944 gedynamiteerd. De herbouw gebeurde weliswaar met veel respect voor de oude gedaante, maar de karakteristieke levendigheid die het oude belfort had, is niet gereproduceerd. In het inlichtingenkantoor in de voormalige Halle aan de voet van het belfort zijn foto's te zien van hoe het in Bergen ooit geweest is.